# لوسيا رومانوف ستارك
لوسيا رومانوف ستارك (بالرومانية: Lucia Romanov-Stark)‏ مواليد 28 أبريل 1959 في بوخارست، هي لاعبة كرة مضرب رومانية سابقة بدأت مسيرتها كمحترفة سنة 1979 وكانت تلعب باليد اليمنى، اعتزلت اللعب في 1985. أعلى تصنيف لها في الفردي كان المركز الـ 49 في سنة 1983.

## روابط خارجية
- لوسيا رومانوف ستارك على موقع رابطة محترفات التنس (الإنجليزية)
- لوسيا رومانوف ستارك على موقع الاتحاد الدولي لكرة المضرب (الإنجليزية)
- لوسيا رومانوف ستارك على موقع كأس بيلي جين كينغ (الإنجليزية)
- لوسيا رومانوف ستارك على موقع خلاصة التنس.كوم (الإنجليزية)